# Салливан, Билли (бейсболист, 1875)
Уильям Джозеф Салливан-старший (англ. William Joseph Sullivan Sr., 1 февраля 1875, Окленд, Висконсин — 28 января 1965, Ньюберг, Орегон) — американский бейсболист и тренер. Играл на позиции кэтчера. Выступал в Главной лиге бейсбола с 1899 по 1916 год. Победитель Мировой серии 1906 года в составе «Чикаго Уайт Сокс».

## Биография
Уильям Салливан родился 1 февраля 1875 года на ферме близ города Окленд в штате Висконсин. Его родители были ирландскими эмигрантами. В бейсбол он начал играть во время учёбы в школе Форт-Аткинсона. Билли был шортстопом, а на месте кэтчера оказался случайно, после травмы партнёра по команде. Его игра в этом амплуа заинтересовала тренера городской команды. Позднее Салливан играл в команде из Эджуотера, а в 1896 году начал профессиональную карьеру. В течение трёх лет он выступал за «Сидар-Рапидс Банниз», команду из Дубьюка и «Коламбус Бакайс». В конце сезона 1899 года его контракт был выкуплен клубом Главной лиги бейсбола «Бостон Бинитерс». В 1900 году Салливан сыграл за клуб в 66 матчах и стал пятым в Национальной лиге с восемью выбитыми хоум-ранами.
Перед стартом сезона 1901 года Билли принял предложение контракта с зарплатой 2 400 долларов от «Чикаго Уайт Стокингс», команды Американской лиги. Двадцать четвёртого апреля он принял участие в первом её матче в статусе одной из главных. В своём первом сезоне в составе команды Салливан отбивал с показателем 24,5 %, лучшим в карьере. В дальнейшем его атакующая эффективность снизилась, что было характерно для кэтчеров того времени. Ударам Билли не хватало силы, он с трудом проходил на базы и другими способами. Его карьерный показатель OBP составил всего 25,4 %. При этом он был надёжен на своей основной позиции. С Салливаном в стартовом составе команда выиграла чемпионат Американской лиги в 1901 и 1906 годах, дважды становилась второй и ни разу не опускалась ниже четвёртого места в таблице. В сезоне 1906 года, когда «Уайт Сокс» выиграли Мировую серию, он сыграл во всех матчах финала и не допустил ни одной ошибки, хотя в 21 выходе на биту не выбил ни одного хита и получил девять страйкаутов.

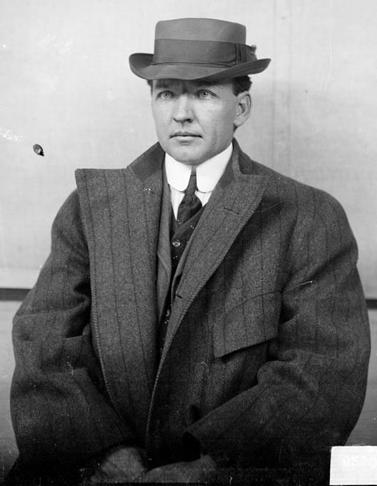
Билли Салливан, 1909 год.

Также Салливан был одним из новаторов в плане экипировки. В 1908 году он получил патент на надувной протектор для тела, обеспечивавший лучшую защиту и свободу движений во время игры. В сезоне 1909 года Билли выполнял обязанности играющего главного тренера команды, приведя «Уайт Сокс» к четвёртому месту в чемпионате. Летом 1910 года он принял участие в рекламном мероприятии, ловя мячи, которые его партнёр по команде Эд Уолш сбрасывал с Монумента Вашингтону. Несмотря на ветер, Салливан поймал три из одиннадцати мячей, по современным оценкам летевших со скоростью 161 фут в секунду (примерно 49 м/с).
На протяжении всей карьеры он перенёс несколько травм различной степени тяжести. Билли пропустил значительную часть сезонов 1903 и 1910 годов. Несколько раз он травмировал свою бросковую руку, получал попадания мячом. В 1908 году он принял участие в одной из игр всего через день после снятия швов с ладони. В 1910 году он поранил ногу ржавым гвоздём, началось заражение крови. По совету неграмотного врача Салливан едва не отравился скипидаром и чуть не потерял ногу. 
В 1912 году Билли уступил место стартового кэтчера «Уайт Сокс» молодому Рэю Шальку. В течение следующих двух сезонов он входил в тренерский штаб команды, руководил дублёрами во время предсезонных сборов. Владелец клуба Чарльз Комиски обещал Салливану пожизненную работу за заслуги перед командой, но в феврале 1915 года нарушил своё слово и уволил его. Билли был очень огорчён таким решением. Он безуспешно попытался получить работу ампайра, а затем уехал играть в «Миннеаполис Миллерс». За команду он провёл 105 матчей, выиграв с ней чемпионат Американской ассоциации. В 1916 году Салливан провёл одну игру за «Детройт Тайгерс», ставшую для него последней в Главной лиге бейсбола.
В конце 1916 года Билли завершил карьеру игрока и переехал жить в Орегон. Там он прожил оставшуюся часть жизни. Его супруга Мэри родила ему двоих сыновей. Один из них, Джозеф, был капитаном бейсбольной команды университета Нотр-Дам, но от предложенного «Уайт Сокс» контракта отказался и сделал карьеру юриста. Второй, Билли-младший, в течение двенадцати лет играл в Главной лиге бейсбола. Салливаны стали первым отцом и сыном, сыгравшими в Мировой серии. В 1930 году Мэри умерла и он женился во второй раз. 
Билли Салливан скончался в результате сердечного приступа 28 января 1965 года в возрасте 89 лет. Он похоронен на католическом кладбище в Макминвилле в штате Орегон.